# Merimnetria mendax
Merimnetria mendax là một loài bướm đêm thuộc họ Gelechiidae. Nó là loài đặc hữu của Kauai.